# Geomeun jip
Geomeun jip (검은 집), comercialitzada internacionalment com Black House, és una pel·lícula de terror de Corea del Sud de 2007 dirigida per Shin Tae-ra,que es basa en la popular novel·la japonesa del mateix títol (anomenada Kuroi Ie) de Yusuke Kishi. L'any 1999 es va estrenar una adaptació cinematogràfica japonesa de la novel·la. La història se centra en un investigador d'assegurances que sospita que una família va assassinar el seu fill per rebre la seva pòlissa d'assegurança. Ha recaptat a nivell mundial un total de 9.499.353 dòlars

## Argument
Durant el seu primer dia com a investigador d'assegurances, Jeon Joon-oh, rep una trucada telefònica d'una senyora que li pregunta si es podria cobrar una pòlissa d'assegurança de vida si algú se suïcida. Uns dies després se li demana a Joon-oh que vingui personalment a casa d'un titular d'una pòlissa d'assegurança.
Quan Joon-oh arriba a casa seva, és rebut per un home trist. Parlen una estona, abans que el pare demani a l'agent d'assegurances que entri a l'habitació del seu fill i parli amb ell. Quan l'agent d'assegurances obre la porta del fill, troba el nen penjat d'un llaç, mort per un aparent suïcidi.
Aleshores, el pare es presenta a l'oficina de Joon-oh i li demana els diners corresponents a la pòlissa d'assegurança de vida del seu fill. Joon-oh sospita de l'home i li diu que ha d'esperar fins que arribi l'informe del forense. L'home es posa furiós i després marxa. El pare torna l'endemà, l'endemà i l'endemà. Finalment, el cap de Joon-oh decideix pagar a l'home la pòlissa d'assegurança de vida del seu fill. La vida de Joon-oh no torna a la normalitat i, de fet, baixa més avall a causa d'un assetjador que pot ser el titular de l'assegurança que acaben de pagar.

## Repartiment
- Hwang Jung-min com a Jeon Joon-oh, un investigador d'assegurances
- Yoo Sun com a Shin Yi-hwa
- Kang Shin-il com a Park Choong-bae
- Kim Seo-hyung com a Jang Mi-na
- Kim Jeong-seok com a cap Nam
- Yoo Seung-mok com a Ma Yong-sik
- Jung In-gi com a detectiu de policia Oh
- Kim Young-sun com la mare de Hong-yeon